# Astley Baker Davies
Astley Baker Davies — английская независимая анимационная студия, базирующаяся в Лондоне, Англия, принадлежащая режиссёрам-основателям Невиллу Эстли, Марку Бейкеру и Филу Дэвису. Это производственная компания, создающая телесериалы «Большие рыцари», «Свинка Пеппа» и «Маленькое королевство Бена и Холли». В 2015 году она стала дочерней компанией Entertainment One.
16 марта 2021 года было объявлено, что Entertainment One продлила «Свинку Пеппу» до 2027 года, а через 17 лет первоначальные создатели и ABD собирались покинуть производство. Анимационная студия Karrot Entertainment (известная продюсированием Сара и Утка) с этого момента возьмёт на себя производство.

## Фильмография

### Фильмы
- Свинка Пеппа: Золотые ботинки (совместно с Entertainment One, Sony Pictures Releasing International)
- Свинка Пеппа: Мой первый опыт работы в кино (совместно с Entertainment One, Sony Pictures Releasing International)
- Свинка Пеппа: Фестиваль веселья (совместно с Entertainment One, Bazelevs, Sony Pictures Releasing International)

### Телевидение
| Сериалы                            | Год         | Сопродюсирование | Сеть                               | Описание |
| ---------------------------------- | ----------- | --- | ---------------------------------- | --- |
| Большие рыцари                     | 1999-2000   | BBC Worldwide | BBC One                            | Первый анимационный сериал, продюсированный компанией.                                                                                              |
| Свинка Пеппа                       | 2004-сейчас | Entertainment One, Contender Entertainment Group (серия 1), Rubber Duck Entertainment (серия 2), E1 Kids/Entertainment One Family (серии 3-4), The Elf Factory Limited (серия 5), Gaston's Cave Ltd (серия 6-сейчас) | 5 канал (Великобритания)/Nick. Jr  | Только текущие серии, выпускаемые компанией Компания скоро прекратит производство шоу и будет заменена Karrot Entertainment (продюсер Сара и Утка). |
| Маленькое королевство Бена и Холли | 2008-2013   | Rubber Duck Entertainment (2008) The Elf Factory Ltd E1 Kids/Entertainment One Family (2009—2013) | 5 канал (Великобритания)/ Nick. Jr | |

## Награды и номинации
2012 год — Лауреат премии British Animation Awards за лучший дошкольный сериал за «Маленькое королевство Бена и Холли: День желудя».